# Radio 700
Radio 700 ist ein Radiosender, dessen Gründung im Jahr 2002 in Euskirchen zur 700-Jahr-Feier stattfand, der seinen Sitz aber seit 2009 in der Deutschsprachigen Gemeinschaft Belgiens hat. Der musikalische Schwerpunkt liegt auf Schlagern und populärer Musik. Nach dem Umzug nach Ostbelgien hat der Sender seinen Namen beibehalten, da der Ort Botrange im Mittelpunkt des Sendegebietes den höchsten Punkt Belgiens mit 700 m ü. M. markiert. Der Programmbetreiber und Lizenzinhaber ist die VoG Privater Hörfunk in Ostbelgien.

## Programm
„Radio 700 – Schlager & Oldies“ verwendet, ebenso wie viele Privatsender ein horizontales Programmschema, das täglich wiederkehrende Sendungen beinhaltet. Dazu gibt es Spezialsendungen, die vornehmlich am Wochenende oder am Abend laufen. Nachrichten gibt es tagsüber jeweils um fünf vor sowie Wetter um fünf vor halb. Regionale Nachrichten auf den UKW-Frequenzen laufen montags bis samstags um fünf vor halb. Weitere regionale Programmelemente sind Ausflugstipps, Servicethemen und der werktägliche Veranstaltungskalender.

## Verbreitungswege
Das Programm wird über die UKW-Sender Elsenborn 90,1 MHz mit einer Leistung von 1 kW, über den Sender Steffeshausen 101,7 MHz mit einer Leistung von 2 kW und über den Sender Kehrwegstadion in Eupen auf 101,2 MHz mit einer Leistung von 2 kW übertragen. Ebenso ist das Programm via Internet in Livestreams (mp3, OGG, AAC) weltweit empfangbar. Seit dem 1. Oktober 2023 ist Radio 700 zusätzlich über DAB+ zu empfangen. Der Sender ist somit Teil des Pilotprojektes DAB+ in Ostbelgien, welches auf eine Initiative des Belgischen Rundfunks (BRF) zurückgeht, der auch die nötigen Investitionen für diese Pilotphase tätigt. Ein entsprechender Erlass der Regierung der Deutschsprachigen Gemeinschaft Belgiens, erlaubt die Nutzung der DAB+ Frequenz durch den BRF, unter Einbezug privater Radiosender aus Ostbelgien. Gesendet wird auf dem Kanal 8A (195,936 MHz) über den Sender Raeren-Petergensfeld mit 2 kW Sendeleistung. Im Februar 2024, kam der Sender Amel/Medell-Köpp mit 4 kW Sendeleistung hinzu.

## Verbreitung über den AnbieterShortwaveservice
Die Sendeanlage, eine ehemaligen Polizeifunkstelle, in Krekel in der Gemeinde Kall strahlte auf den Kurzwellenfrequenzen 3985 kHz, 6005 kHz sowie 7310 kHz bis 2016 täglich das Programm von Radio 700 für Mitteleuropa aus. Seit dem 11. September 2008 setzte Radio 700 hierzu eine spezielle Doppel-Delta-Loop-Sendeantenne ein, die trotz der geringen Sendeleistung von 1 kW gute Feldstärken in verschiedenen Teilen Europas erzielen konnte.
Im Jahr 2016 wurde die Sendeanlage in Kall vom neuen Programmanbieter Shortwaveservice übernommen. Somit wurde das bisher von Radio 700 durch verschiedene Programme von Auslandsdiensten ersetzt. Radio 700 war erst ein eigenes Programmfenster, wurde später aber gestrichen.
Der Kurzwellensender verschickt QSL-Karten für Empfangsbestätigungen, denen ein Rückporto in Form einer Briefmarke oder eines Internationalen Antwortscheins (IRC) beigefügt ist.
Bis einschließlich 2022 liefen im Programm von Shortwaveservice folgende Programme (Zeiten in UTC):
auf 3985 kHz:
- 16:00–16:20: Radio Vatikan deutschsprachig
- 16:20–16:40: Radio Belarus deutschsprachig
- 16:40–17:00: Radio Belarus französischsprachig
- 17:00–17:30: Radio Tirana deutschsprachig
- 17:30–18:00: Radio Slowakei International französischsprachig
- 18:00–19:00: SRF Echo der Zeit deutschsprachig
- 19:00–20:00: Radio Belarus englischsprachig
- 20:00–20:30: Radio Slowakei International deutschsprachig
- 20:30–21:00: Radio Slowakei International französischsprachig
- 21:00–22:00: Radio Belarus englischsprachig
- 22:00–24:00: Radio Belarus deutschsprachig

auf 6005 kHz:
- 10:00–11:00: Radio Ukraine International deutschsprachig
- 11:00–11:30: Radio Slowakei International englischsprachig
- 11:30–12:00: Radio Prag deutschsprachig
- 12:00–12:30: Radio Slowakei International englischsprachig
- 12:30–13:00 SRF Rendez-Vous deutschsprachig
- 13:00–13:30: Radio Slowakei International deutschsprachig
- 13:30–14:00: Radio Slowakei International französischsprachig
- 14:00–14:30: Voice of Mongolia englischsprachig, (Mo–Sa), So: R. Amathusia holländisch
- 14:30–15:00: Radio Tirana englischsprachig, (Mo–Sa), So: R. Amathusia holländisch
- 15:00–15:30: Radio Slowakei International deutschsprachig
- 15:30–16:00: Radio Slowakei International französischsprachig
- 16:00–16:30: Radio Slowakei International spanischsprachig
- 16:30–17:00: Radio Slowakei International englischsprachig
- 17:00–17:30: Polskie Radio deutschsprachig
- 17:30–18:00: Radio Slowakei International englischsprachig

Seit 2023 wurden die Programme auf den beiden Frequenzen erheblich ausgedünnt. Seither gilt dieses Programmschema, in dem täglich nur noch Radio SRF aus der Schweiz und Radio Slowakei International ausgestrahlt wird (Zeiten in UTC):
auf 3985 kHz:
- 16:00–17:00: Schweizer Radio SRF deutschsprachig
- 17:00–17:30: Radio Slowakei International deutschsprachig
- 17:30–18:00: Radio Slowakei International englischsprachig
- 18:00–18:30: Radio Slowakei International französischsprachig
- 18:30–19:00: Radio Slowakei International spanischsprachig

auf 6005 kHz:
- 10:00–10:30: Radio Slowakei International deutschsprachig
- 10:30–11:00: Radio Slowakei International englischsprachig
- 11:00–11:30: Radio Slowakei International französischsprachig
- 11:30–12:00: Radio Slowakei International spanischsprachig
- 12:00–12:30: Radio Slowakei International deutschsprachig
- 12:30–13:00: Radio Slowakei International englischsprachig
- 13:00–13:30: Radio Slowakei International französischsprachig
- 13:30–14:00: Radio Slowakei International deutschsprachig
- 14:00–14:30: Radio Slowakei International englischsprachig
- 14:30–15:00: Radio Slowakei International französischsprachig
- 15:00–15:30: Radio Slowakei International spanischsprachig

## Geschichte
- Sendestart war am 8. Juli 2002 um 10 Uhr auf UKW 92,0 MHz in Euskirchen.
- Am Samstag, dem 24. November 2007, übernahm Radio 700 von Deutschlandradio Kultur als RIAS-Nachfolger die nach einem Brand des Senders am 17. Juli 2007 eingestellte Kurzwellenfrequenz 6005 kHz. Senderstandort war nicht wie beim Deutschlandradio Kultur Berlin-Britz, sondern Krekel in der Nordeifel. An diesem Tag wurde von 11–13 Uhr ein Live-Programm vom deutschen Journalistentag aus der Bochumer Jahrhunderthalle übertragen. Für die Weihnachtssendung wurde ein Sender der Deutschen Telekom angemietet, ebenso für die Sendung am Karnevalssonntag, 3. Februar 2008 zwischen 11 und 13 Uhr MEZ.
- Zum 6. Sendergeburtstag am 8. Juli 2008 startete die Plattform Radio 700.info (heute „Radio700.eu“).
- Am 15. November 2009 um 11 Uhr ging Radio 700 – Citystudio St. Vith regional auf der UKW-Frequenz 101,7 MHz auf Sendung. Das Programm ist ein Gemeinschaftsprogramm des Lizenzinhabers VoG Radio OK!, der VoG Sender Elsenborn und dem Funkhaus Euskirchen.
- Am 22. Dezember 2009 um 5:55 Uhr ging Radio 700 – Studio Elsenborn regional auf der UKW-Frequenz 90,1 MHz auf Sendung. Das Programm ist ein Gemeinschaftsprogramm des Lizenzinhabers VoG Sender Elsenborn, der VoG Radio OK! und dem Funkhaus Euskirchen.
- Am 10. Dezember 2010 wurde RADIO 700 von der Beschlusskammer des Medienrates die Anerkennung als Hörfunksendernetz ausgesprochen. Damit wurde die rechtliche Grundlage gelegt, auch im Norden der Deutschsprachigen Gemeinschaft Belgiens terrestrisch auf Sendung gehen zu dürfen.
- Zum 11. Sendergeburtstag am 8. Juli 2013 nimmt RADIO 700 die UKW-Frequenz 101,2 MHz in Eupen-Sender Kehrwegstadion offiziell in Betrieb.